# Premier soulèvement serbe contre les Turcs
 (juillet 2020).
Si vous disposez d'ouvrages ou d'articles de référence ou si vous connaissez des sites web de qualité traitant du thème abordé ici, merci de compléter l'article en donnant les références utiles à sa vérifiabilité et en les liant à la section « Notes et références ».
3*5 uprising[Quoi ?]Révolution serbe (en)

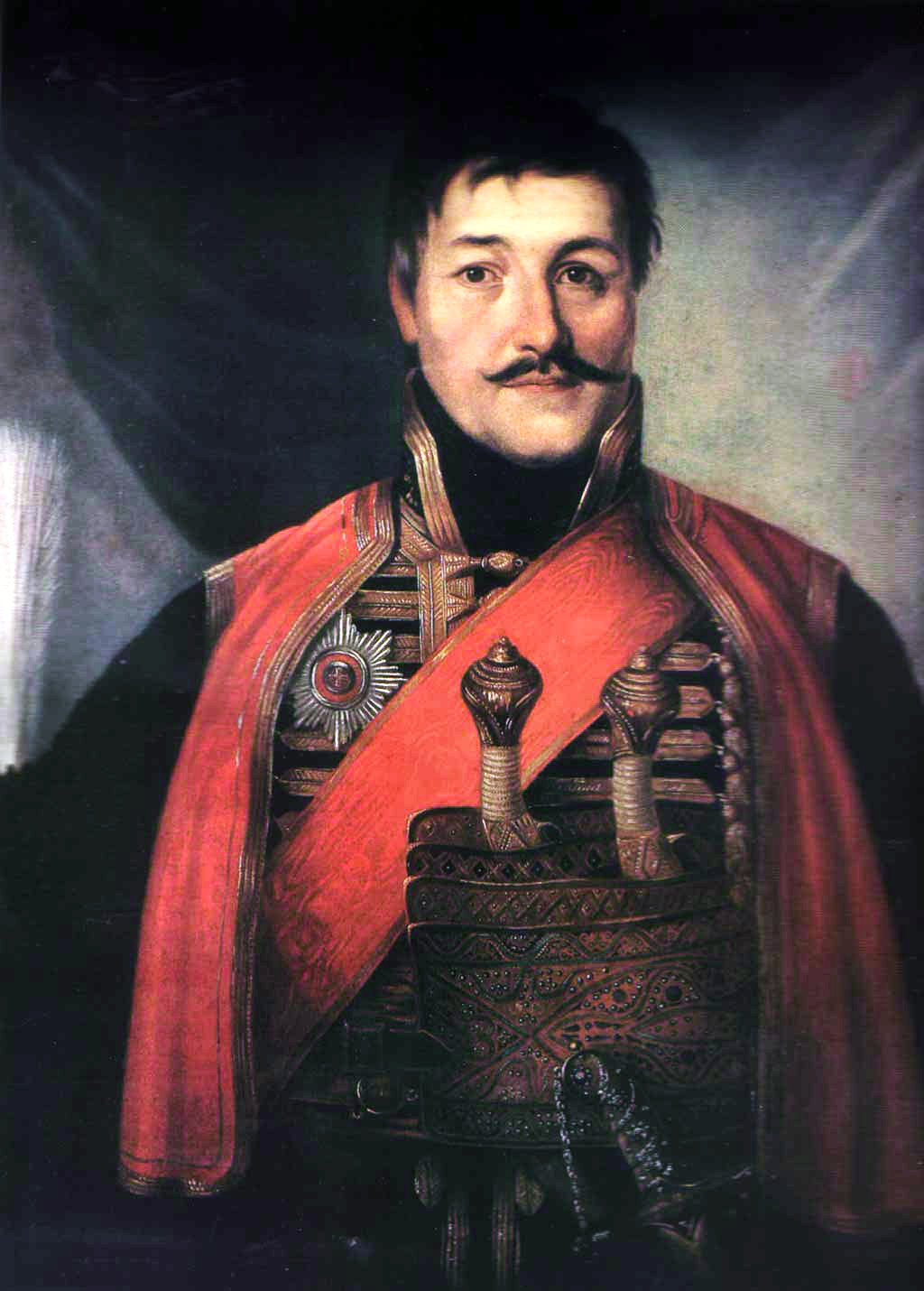
Georges Petrović, dit Karageorges ("Georges le Noir"), héros de la Première révolte serbe contre les Turcs.

Le premier soulèvement serbe contre les Turcs (en serbe cyrillique Први српски устанак) a lieu du 14 février 1804 au 7 octobre 1813, après plus de trois cents ans d’occupation ottomane. Durement écrasée en 1813, la répression qui s’ensuit constitue la cause directe du second soulèvement serbe de 1815, prélude à l’autonomie de la Serbie.

## Contexte historique

### Le sentiment national serbe
Malgré des siècles d'occupation par l'Empire ottoman, la conscience nationale serbe demeure vivace, entretenue par l'Église orthodoxe, les Serbes étant restés chrétiens malgré trois siècles d'occupation ottomane. Les traditions familiales subsistent comme la Slava, les chansons populaires et les récits épiques serbes célébrant la grandeur de la Serbie au temps des Nemanjić. Dans les dernières décennies du XVIIIe siècle, des livres d'histoire, comme l'Histoire de la Serbie de Jovan Rajić (1794), connaissent un certain succès.

### Les suites de la guerre austro-ottomane

Le sandjak de Smederevo

Après la défaite de la Sublime Porte dans la guerre austro-ottomane de 1788-1791, les Serbes prennent conscience qu’un soulèvement peut rencontrer le succès. Les Serbes de Voïvodine servent alors en tant que corps francs pour le compte des Autrichiens et possèdent déjà l'expérience des armes et des tactiques militaires. Ils se préparent dès lors au soulèvement en utilisant les nombreuses armes dissimulées après la guerre. Les riches marchands serbes de l'empire d'Autriche quant à eux financent l'armement de rebelles serbes en territoire ottoman.
En 1793 et 1796, devant le mécontentement croissant de la population serbe encore sous le joug ottoman, le sultan Selim III octroie plus de droits à ce qu'on appelait alors le pachalik de Belgrade. Les taxes seraient désormais prélevées par des notables locaux appelés « princes » (knez). La liberté de commerce et la liberté religieuse sont garanties. Les janissaires doivent quitter le sandjak de Smederevo (autre nom du pachalik de Belgrade).
Les janissaires chassés de Belgrade trouvent refuge auprès d'Osman Pazvantoğlu, gouverneur du sandjak de Vidin (en Bulgarie actuelle), qui mène sa propre politique et cherche à se rendre indépendant, ce qui le met en conflit contre les Serbes puis contre la Porte. Le gouverneur de Belgrade Hadži Mustafa crée une milice de notables serbes, embryon d'armée nationale, destinée à lutter contre Osman Pazvantoğlu et les janissaires.

### Le retour des janissaires

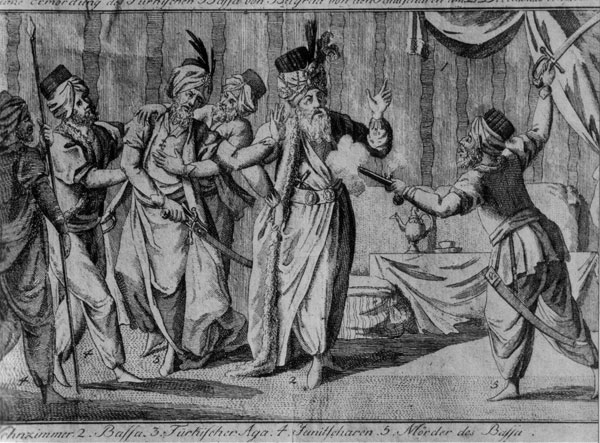

Cependant la Sublime Porte connaît des difficultés, face à Napoléon Bonaparte, alors engagé dans la Campagne d'Égypte.
Le 30 janvier 1799, pour calmer l'agitation qui secoue son empire, le sultan Selim III autorise le retour des janissaires dans le sandjak de Smederevo.
Ces janissaires se montrent de jour en jour plus indépendants à l’égard du pouvoir central d’Istanbul. Ils assassinent un notable de la ville de Šabac, Ranko Lazarević (frère du pope Luka Lazarević, futur gouverneur de Šabac et chef de la cavalerie de Karageorges). En 1801, ils tuent le gouverneur de Belgrade, Hadži Mustafa. Les droits récemment garantis au pays sont suspendus : les terres sont confisquées, les taxes augmentées, le travail forcé est réintroduit en Serbie. Les janissaires font ainsi régner la terreur et beaucoup de Serbes prennent la fuite.
En revanche, d'autres commencent à se révolter, notamment dans la Šumadija, et deviennent Haïdouk (chefs rebelles). Parmi les rebelles, il faut citer notamment Stanoje Glavaš et les deux frères Nenadović, Jakov et Mateja.

### Le massacre des Princes
Par mesure de rétorsion, le 4 février 1804, les janissaires font arrêter et exécuter 70 notables serbes. Cet événement, connu sous le nom de Massacre des notables ou Massacre des Princes (seča knezova) est supposé répandre la terreur ; il donne en fait le signal au soulèvement généralisé du peuple et des chefs survivants.

## Le début de la révolte
Le 14 février 1804, les notables serbes survivants se rassemblent dans le petit village d’Orašac dans la province de la Šumadija. Georges Petrović, surnommé par les Turcs en raison de son caractère Karađorđe (« Georges le noir » souvent francisé en Karageorges), est désigné comme chef de l’insurrection. L’après-midi même, les rebelles incendient le caravansérail d’Orašac et massacrent les Turcs. Des actions du même genre se déroulent dans les villages voisins et le mouvement s’étend. Les villes de Valjevo et de Požarevac sont libérées. Les Serbes des Balkans ottomans et ceux de la krajina de Voïvodine que l'on appelait les corps francs de l'Empire d'Autriche, mettent le siège devant Belgrade, capitale de la province de Smederevo, qui comptait 368 000 habitants, ainsi qu'une garnison de 15 000 hommes, la milice du Pacha.
Informé du soulèvement, le sultan Sélim III commence par négocier avec les rebelles. Des janissaires s’enfuient de Belgrade. Ils sont tués sur la petite île d'Ada Kaleh au milieu du Danube. Les négociations finissent par échouer et le sultan organise une campagne militaire contre la révolte.
En 1805, à Ivankovac, a lieu le premier grand affrontement entre les armées serbe et ottomane. Karageorges remporte la victoire sur les Turcs et les force à se replier sur Niš.

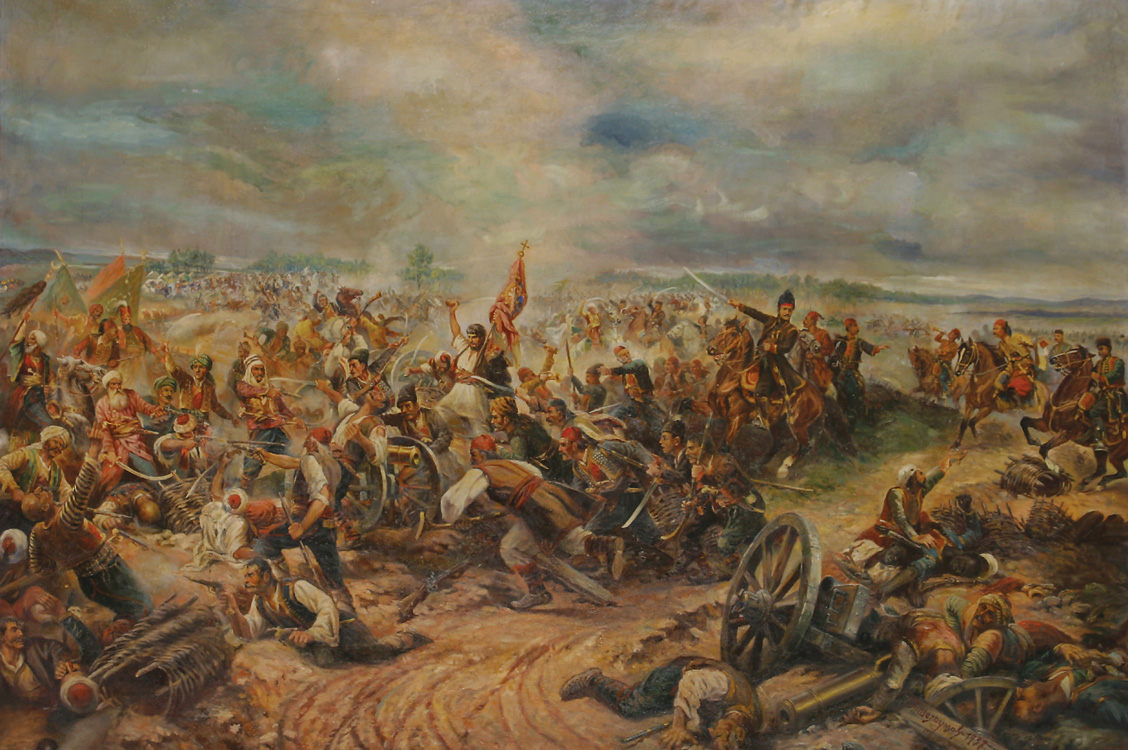
Bataille de Mišar

Tomo Milinović, marin originaire des bouches de Kotor, dote les insurgés d'une artillerie. En 1806, a lieu la bataille de Mišar où une armée ottomane venue de Bosnie-Herzégovine est elle aussi battue. Au même moment, les Serbes conduits par Petar Dobrnjac battent à Deligrad une autre armée turque venue en renfort du sud-est. En décembre 1806, les rebelles mettent le siège devant Belgrade. La ville est libérée au début de 1807.

## La fin de la révolte

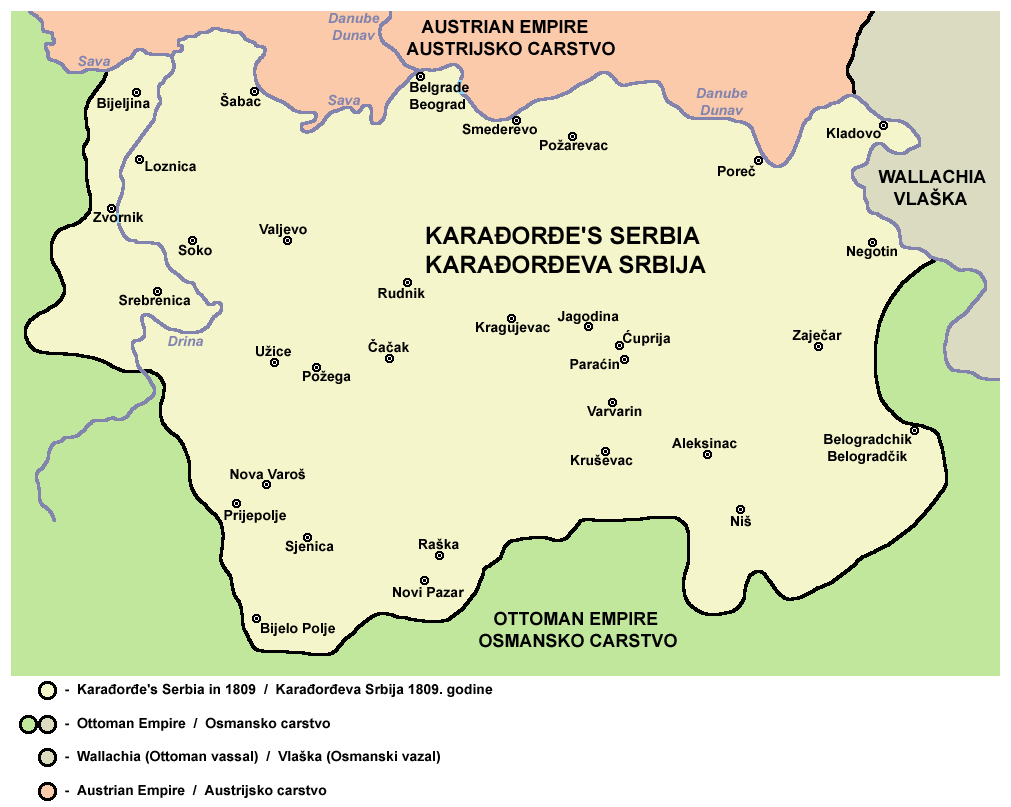
La Serbie en 1809

La Serbie en 1813

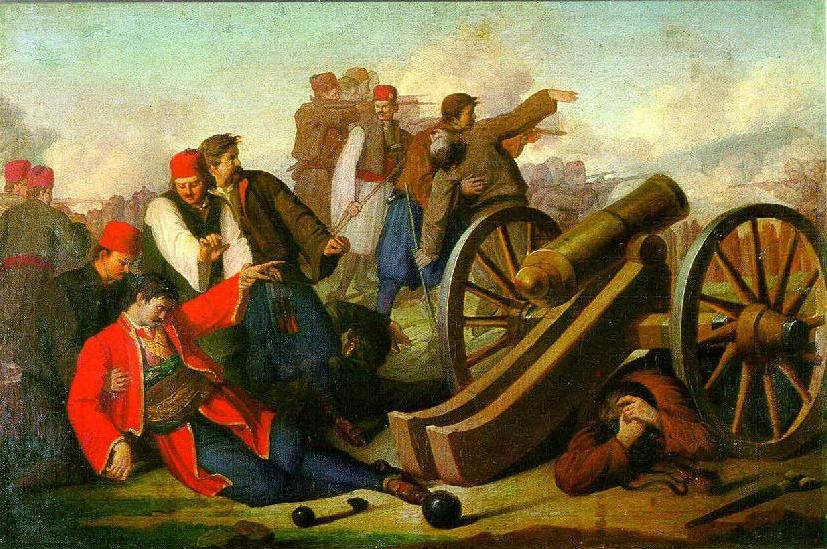
La bataille de Negotin et la mort de Hajduk Veljko

En 1805, devant leurs premiers succès, les Serbes organisent un gouvernement pour administrer le pays. Le pouvoir est divisé entre la Narodna Skoupchtina (Assemblée du Peuple), le Conseil et Karageorges lui-même. Des décisions importantes sont adoptées : les terres sont restituées à leurs propriétaires, le travail forcé est aboli, les taxes réduites. Le jeune État se modernise. En 1808, on fonde la Haute École qui allait devenir l’Université de Belgrade. À l'apogée de la révolte en 1808, Karageorges ne dispose guère plus de 60 000 hommes pour mener la guerre.
En revanche, certains chefs abusent des privilèges acquis au cours de la révolte. Des dissensions entre Karageorges et les autres « princes » apparaissent. Karageorges aspirait au pouvoir absolu, alors que ses anciens compagnons de combat souhaitent limiter le sien. Parmi ses adversaires, Miloš Obrenović, a lui aussi pris part au soulèvement aux côtés de son frère Milan.
Après la guerre russo-turque de 1806-1812, l’Empire ottoman exploite ces dissensions. Profitant également d’un affaiblissement momentané de la Russie (à la suite de la campagne organisée contre elle par Napoléon Ier), il reconquiert la Serbie en 1813. Karageorges dut prendre la fuite.
Ce premier soulèvement serbe ouvre la voie au second qui donne à la Serbie son autonomie.

## Les conséquences dans les autres territoires chrétiens sous domination turque ou la Révolution française et les idées nationales
Le soulèvement serbe de 1804-1813 est le premier véritable soulèvement national contre l'occupation turque dans les Balkans, il préfigure l'ère des nationalités (idée typique de la Révolution française de 1789) dans les Balkans qui poussera les Grecs et les Bulgares à suivre l'exemple serbe. À l'époque cela était perçu comme un mouvement de libération des populations chrétiennes et cela dans un esprit romantique, on verra Lamartine et Victor Hugo soutenir les Serbes contre les Turcs, Hugo écrira même un discours d'unité européenne demandant la création des États-Unis d'Europe pour sauver les Serbes encore sous occupation turque qui subissent des massacres de masse. Ce discours est aujourd’hui considéré comme l’un des actes fondateurs de l’idée européenne.

## Quelques personnages clés de l’insurrection
| - Karađorđe (Karageorges) - Tanasko Rajić - Ilija Birčanin - Jakov Nenadović - Mateja Nenadović - Pierre Itchko - Milenko Stojković | - Hajduk Veljko Petrović - Petar Dobrnjac - Stanoje Glavaš - Tanasko Rajić - Vuk Stefanović Karadžić - Luka Lazarević - Tomo Milinović - Stevan Sinđelić | - Janissaire: - Osman Pazvantoğlu - Aganlija - Kucuk-Alija - Mula Jusuf - Mehmed-Aga - Mus-Aga |